# Idioma bretón

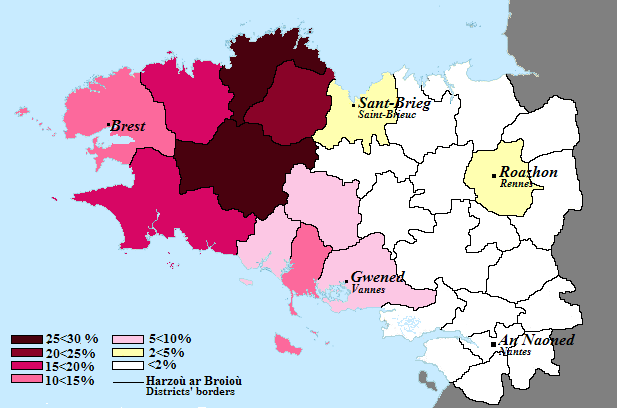
Distribución relativa de los hablantes de bretón (2004)

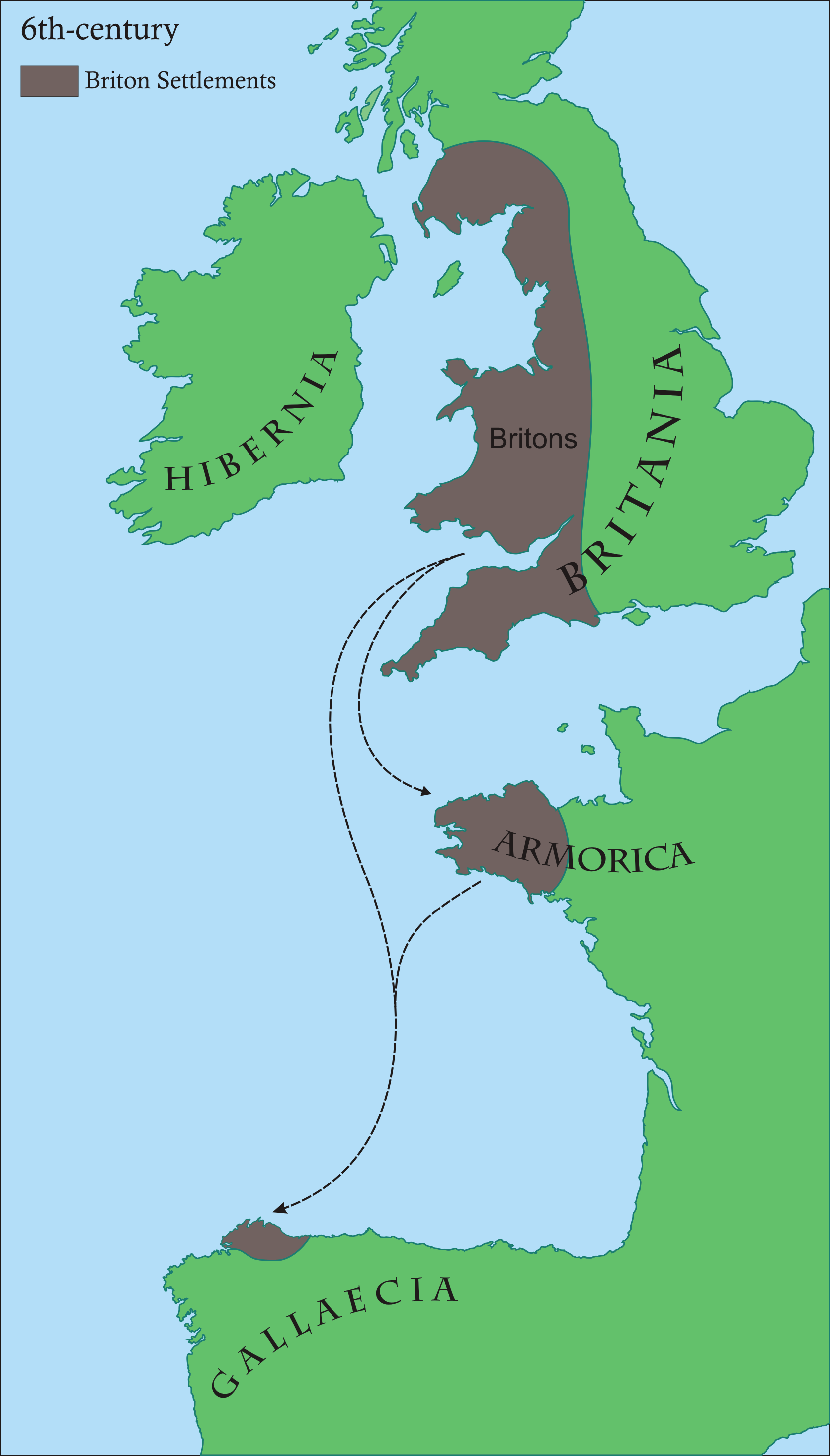
Áreas con culturas de origen britónico en el. El mar era el medio de comunicación entre las diferentes comunidades.

El bretón (brezhonegⓘ) es una lengua céltica insular de la rama britónica, al igual que el galés y el córnico, lenguas con las que está muy relacionada. A lo largo de su historia ha sido muy influido por el francés, en tal modo que parte del léxico proviene de esta lengua romance. 
El bretón se habla esencialmente en el oeste de Bretaña, pero se está intentando recuperar o implantar en todo el territorio, tanto donde tradicionalmente se habló como donde no se habla desde hace siglos.

## Aspectos históricos, sociales y culturales

### Historia
El bretón es la única lengua céltica actual que se ha desarrollado y ha sobrevivido fuera del ámbito de las islas británicas.  
Su origen está en la colonización en el siglo V de la región de Armórica, la actual Bretaña, por emigrantes britónicos del sur de Inglaterra, de las regiones de Gales y Cornualles, salidos de su tierra a raíz de las invasiones anglosajonas. Su conexión con Gran Bretaña e Irlanda se observa claramente en los nombres actuales para Bretaña, para su lengua y para sus habitantes.
Otra teoría mantenía que el origen del bretón se remontaba a un reducto del idioma galo que no sucumbió a la romanización, y que se mantuvo posteriormente con el apoyo de los colonos británicos, y Zénaïde Fleuriot creía que su supervivencia se debió a que en ninguna parte del Imperio romano había existido una identificación tal entre la lengua y el espíritu de los colonos y los nativos. Esta teoría hoy en día está obsoleta.
El desarrollo del bretón se puede dividir en cuatro etapas: 
- Bretón primitivo (500-600 d. C.); en este momento surge a partir del britónico antiguo y se caracteriza por la pérdida de la sílaba final.
- Bretón antiguo (600-1000); aparece la diferencia dialectal entre el sureste y el noroeste.
- Bretón medio (1000-1600); adopta gran cantidad de préstamos del francés.
- Bretón moderno (1600 hasta el día de hoy); el vannetés se diferencia como dialecto aparte.

Hoy en día el bretón se habla, de manera mayoritaria, en el departamento de Finistère y la parte occidental colindante de los departamentos de Côtes-d'Armor y Morbihan.  
Las autoridades francesas no tratan cuestiones sobre las lenguas minoritarias en sus censos, por lo que no existen datos oficiales del Estado sobre el número de hablantes de bretón. En 1987 se estimaba que contaba con más de 500 000 hablantes, la mayor parte personas de la tercera edad; solo el 50 % de las personas mayores de 35 años hablaban bretón.
Hoy en día ese número ha descendido a 300 000 hablantes en el mejor de los casos y ha dejado de ser la lengua materna de las nuevas generaciones. A esto se añade la política educativa francesa en materia de lenguas minoritarias, que promueve el francés como única lengua vehicular. Sin embargo, sí se da la posibilidad de estudiar bretón como asignatura optativa, pero con la misma categoría que una lengua extranjera. Pese a esto, existen diversas publicaciones escritas y emisoras de radio en bretón. También es usado por diversos músicos bretones, especialmente de música tradicional bretona y de la denominada música celta, para sus canciones, por ejemplo el arpista Alan Stivell, de fama internacional o el grupo Dan ar Braz.
Por todos estos factores, el porvenir de la lengua bretona no está asegurado para el futuro.

### Dialectos

Mapa con las divisiones dialectales del bretón.

El bretón se divide en cuatro dialectos:
- el vannetés (gwenedeg) (más o menos en el Morbihan)
- el cornuallés (kerneveg) (no confundir con el idioma córnico), en el sudoeste (en Cornualles)
- el  leonés, en el noroeste (en el Léon)
- y el tregorés, en el norte (en el Trégor)

Lingüísticamente, sólo el primero de los dialectos es diferente a los otros tres, pues son denominaciones territoriales diferentes para un mismo dialecto.

### Actualidad
Durante el mes de junio de 2010 tuvo lugar en Locarn un coloquio internacional sobre el futuro de la política lingüística en Bretaña, incluyendo el análisis de la importancia del idioma bretón en este contexto.

## Descripción lingüística

### Clasificación
Como miembro de las lenguas britónicas, guarda la mayor parte de las características de estas y tiene grandes similitudes con el galés y el córnico. Ello se puede observar en la palabra para cinco, pemp, que es pymp en córnico, pump en galés, cúig en irlandés y còig en gaélico escocés. Estas dos últimas pertenecen a las lenguas celtas-Q.

### Gramática
Uno de estos rasgos comunes es la tipología lingüística de orden verbal verbo, sujeto y objeto, similar a las anteriores lenguas mencionadas, pero no de un modo tan rígido, ya que también se da el orden sujeto, verbo y objeto.
Los pronombres personales y posesivos son los siguientes:
|             | Personal singular            | Posesivo singular           | Personal plural | Posesivo plural |
| ----------- | ---------------------------- | --------------------------- | --------------- | --------------- |
| 1.ª persona | Me                           | Ma                          | Ni              | Hon             |
| 2.ª persona | Te                           | Da                          | C’hwi           | Ho              |
| 3.ª persona | Eñ (masculino) Hi (femenino) | E (masculino) He (femenino) | Int             | O               |

Los pronombres demostrativos se dividen según la distancia relativa que denotan, en  masculino heman, hennezh, henhont y en femenino houman, hounnezh, hounhoni; el plural para ambos géneros es ar re-man, ar re-se, ar re-hont. El pronombre interrogativo son piv '¿quién?' y petra '¿qué?'. El relativo se representa por la partícula a.
Mediante el circunfijo ne...ket, se forma la negación. 
Las palabras se forman por prefijación, sufijación y composición. Algunos ejemplos de este rasgo son los prefijo privativos di-/dis-diz- (dizaon (literalmente, 'sin temor')), los sufijos para formar nombres abstractos -ded/-der (uhelded 'nobleza', de uhel 'alto'); la composición tiene muchas combinaciones, como mont-dont 'ir y venir' o pinvidig-mor 'muy rico'.

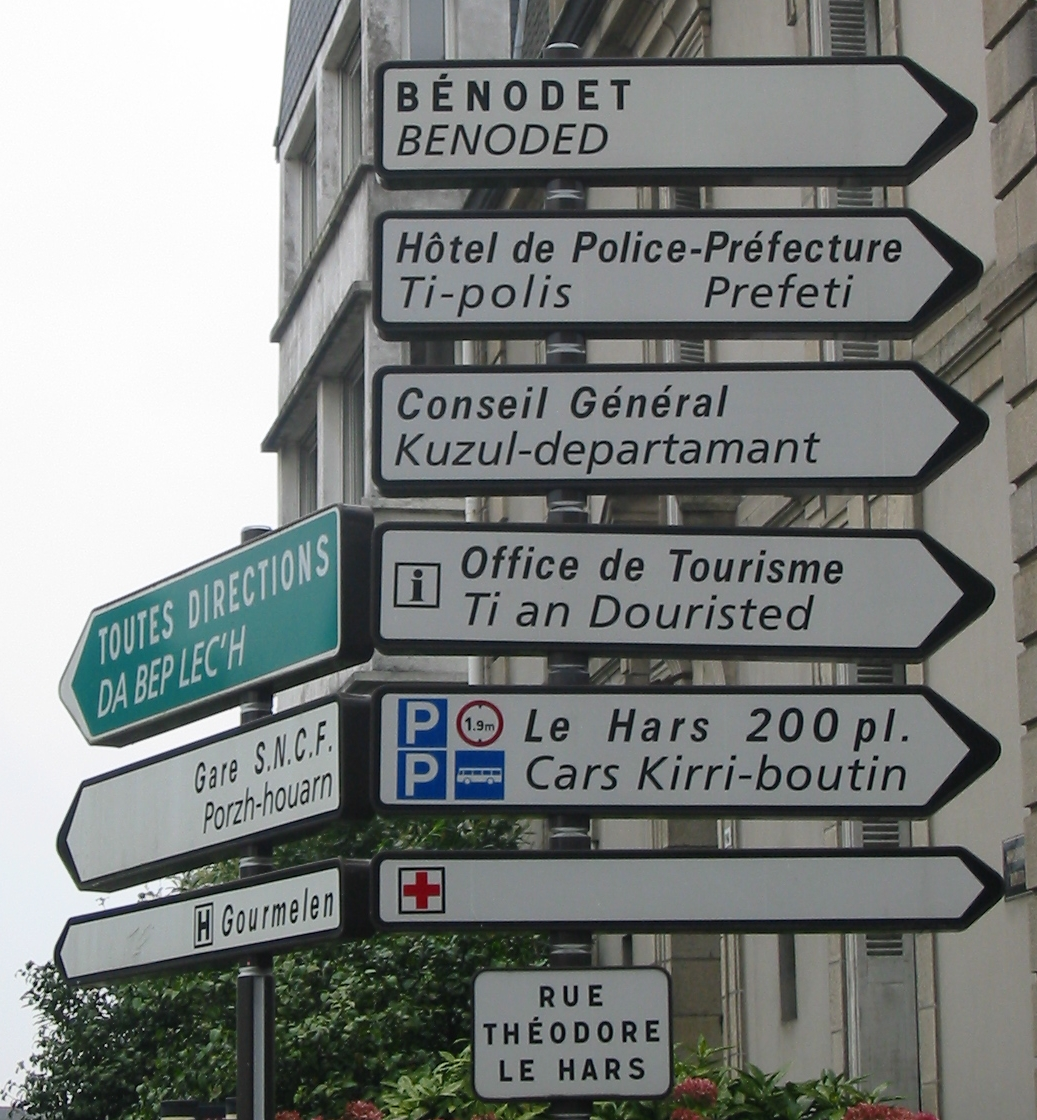
Señalización bilingüe en Quimper

Los números del 1 al 10 son los siguientes: unan, daou, tri, pevar, pemp, c'hwec'h, seizh, eizh, nav, dek; otros números son unnek (11), daouzek (12) , ugent (20), unan warn-ugent (21), tregont (30), daou-ugent (40), hanter-kant (50), tri-ugent (60) y  kant (100).
Posee un artículo un/ur/ul único en las lenguas celtas; de igual modo, el artículo definido tiene tres formas, an/ar/al. Hay dos géneros, masculino y femenino. El plural se crea mediante varias terminaciones, como -ed (loen 'animal', plural loened), -ez (ti 'casa', plural tiez), o -(i)où, plural para seres inanimados (tra 'cosa', plural traoù), aunque en este último caso hay una excepción, tadoù 'padres', mammoù 'madres'. La terminación -enn se usa en plurales colectivos para formar el singular (ar gwez '(los) árboles', gwezenn 'un árbol').
El bretón posee tres personas, singular, plural y una forma impersonal.
Verbalmente, la voz activa tiene tres modos, condicional , imperativo e indicativo, teniendo este último modo pasado, no pasado y futuro, distinguiendo entre aspectos perfectos, habituales, puntuales y continuos.

### Tabla comparativa de vocabulario
La tabla siguiente permite comparar las similitudes lingüísticas entre el bretón y el córnico, el galó y el francés. Se pueden notar similitudes de construcción entre el bretón y el galó: por ejemplo, las expresiones para la «ardilla», kazh-koad y chat-de-boéz, que significan «gato de bosque» en ambos idiomas.
| Céltico   | Céltico            | Románico     | Románico    | Románico       | Románico      |
| Córnico   | Bretón             | Galó         | Francés     | Español        | Catalán       |
| --------- | ------------------ | ------------ | ----------- | -------------- | ------------- |
| gwenenenn | gwenanenn          | avètt        | abeille     | abeja          | abella        |
| kador     | kador              | chaérr       | chaise      | silla          | cadira        |
| keus      | keuz, formaj       | fórmaij      | fromage     | queso          | formatge      |
| yn mes    | er-maez            | desort       | dehors      | fuera          | fora (defora) |
| koedha    | kouezhañ           | cheir        | tomber      | caer           | caure         |
| gaver     | gavr               | biq          | chèvre      | cabra          | cabra (boc)   |
| chy       | ti                 | ostèu        | maison      | casa           | casa          |
| gweus     | gweuz              | lip          | lèvre       | labio          | llavi         |
| ganow     | genoù              | góll         | gueule      | garganta       | gola          |
| niver     | niver              | limerot      | nombre      | número         | número/nombre |
| perenn    | perenn             | peirr        | poire       | pera           | pera          |
| skol      | skol               | escoll       | école       | escuela        | escola        |
| gwiwer    | gwiñver, kazh-koad | chat-de-boéz | écureuil    | ardilla        | esquirol      |
| sterenn   | ster(ed)enn        | esteill      | étoile      | estrella       | estel         |
| megy      | butuniñ            | betunae      | fumer       | fumar          | fumar         |
| hedhyw    | hiziv              | anoet        | aujourd'hui | hoy            | avui          |
| whybana   | c'hwibanat         | sublae       | siffler     | silbar/chiflar | xiular        |

### Muestra textual
San Juan V 1-8 
1. Er gommansamant e oa ar Ger, hag ar Ger a oa gant Doue, hag ar Ger a oa Doue.
2. He-ma a oa er gommansamant gant Doue.
3. An holl draoù a zo bet graet drezañ, hag hepzañ n'eo bet graet netra hag a zo bet graet.
4. Ennañ e oa ar vuez, hag ar vuez a oa gouloù an dud.
5. Hag ar gouloù a sklera en devalien, hag an devalien n'e deus ket e resevet.
6. Bez' e oe un den kaset gant Doue, hañvet Ian.
7. He-ma a zeuaz da desteni, evit rei testeni diwar-benn ar gouloù, evit ma kredje an holl drezañ.
8. Ne ket hen a oa ar gouloù, mes kaed e oa evit rei testeni diwar-benn ar gouloù.

## Escritura
Existen dos sistemas para la ortografía del bretón, lo que genera grandes polémicas pese a los esfuerzos por unificarlos; uno es el Zedacheg; el otro, la Ortografía Universitaria.